# 山西省广播电视局
37°51′27″N 112°32′32″E / 37.85754°N 112.54234°E
山西省广播电视局，简称山西广电局，是中华人民共和国山西省人民政府直属的一个机构，其负责本省的新闻、出版、版权等事宜。

## 沿革
前身是山西省广播事业管理局，1956年5月15日成立。1983年8月22日改为山西省广播电视厅，2000年8月30日改为山西省广播电视局。
2014年1月15日，山西省新闻出版广电局（山西省版权局）正式挂牌成立。其由原山西省新闻出版局和山西省广播电影电视局基础上，重新整合组建成立，负责行使文化市场准入、内容监管和行政执法等权力。下辖山西广播电视无线管理中心、山西广播电视学校、山西音像资料馆、山西广播电视局行政后勤服务中心、山西省广电网络快捷酒店等。